# Michael Grätzel
Michael Grätzel (11 de mayo de 1944) es un químico suizo de origen alemán e inventor de numerosas patentes; entre ellas, la celda solar que lleva su nombre.

## Biografía
Nacido en Dorfchemnitz en el estado de Sajonia (Alemania), estudió en la Universidad Técnica de Berlín y se traslada a Suiza para trabajar como profesor en la Escuela Politécnica Federal de Lausana, donde dirige el laboratorio de Fotónica e interfaces. Ha trabajado en numerosos centros de investigación como la Universidad de California en Berkeley o la École normale supérieure de Cachan.
Pionero en el uso de materiales mesoscópicos en sistemas de obtención de energía, especialmente, en células fotovoltaicas.
Es descubridor o codescubridor de 50 patentes, autor de 2 libros y autor de más de 900 artículos científicos, tiene un índice h igual a 138 y es uno de los 10 químicos más citados del mundo. Es doctor honoris causa en numerosas universidades y miembro de diversas asociaciones como la Academia Europea de Ciencias y Artes o la Royal Society of Chemistry.
Candidato al Premio Nobel, ha recibido numerosos premios, entre ellos el Premio Balzan en 2009, el Premio de Tecnología del Milenio en 2010, la Medalla Wilhelm Exner en 2011 y el Premio Fundación BBVA Fronteras del Conocimiento en Ciencias Básicas 2020 junto al estadounidense, Paul Alivisatos «por sus contribuciones fundamentales al desarrollo de nuevos nanomateriales que ya se están aplicando hoy tanto en la producción de energía renovable como en la electrónica de última generación».